# مسعود رشیدی
مسعود رشیدی (زادهٔ ۱۵ خرداد ۱۳۳۶ در کرمانشاه) نویسنده و کارگردان اهل ایران است.

## حواشی
به‌کارگیری از جواد گلپایگانی بعد از ۲۰ سال
حضور جواد گلپایگانی یا همان آتقی مجموعه تلویزیونی «آیینه عبرت» پس از گذشت ۲۰ سال و آزادی از زندان در فیلم «سفر بخیر مادر بزرگ» است که در این فیلم گلپایگانی ایفاگر یکی از شخصیت‌های اصلی فیلم به حساب می‌آمد.
سریال تلویزیونی
| نام سریال                                                                     | سال تولید |
| ----------------------------------------------------------------------------- | --------- |
| ماجراهای آقای دوستی (مشترک با مسعود نوابی)                                    | ۱۳۶۷      |
| روزگار وصل                                                                    | ۱۳۷۱      |
| جدال با سرنوشت                                                                | ۱۳۷۶      |
| تنها در تاریکی                                                                | ۱۳۷۸      |
| قلب یخی                                                                       | ۱۳۷۹      |
| هفت گنج                                                                       | ۱۳۸۰      |
| مزه خوب کودکی                                                                 | ۱۳۸۱      |
| فرمان                                                                         | ۱۳۸۱      |
| باران بهاری                                                                   | ۱۳۸۴      |
| گلریزان                                                                       | ۱۳۸۶      |
| یلدا                                                                          | ۱۳۸۷      |
| شب شیشه‌ای                                                                     | ۱۳۹۲      |
| شاید برای شما هم اتفاق بیفتد (اپیزودهای: تغییر، توبه، افشای راز٬ دعوت، تقدیر) | ۱۳۸۹      |
| پسران عزیز من (در مرحله پیش تولید)                                            | 1402      |

تله فیلم
| نام                  | سال  |
| -------------------- | ---- |
| نیش                  | ۱۳۶۹ |
| مادرم باش            | ۱۳۸۶ |
| روز از نو            | ۱۳۸۸ |
| روز طولانی           | ۱۳۸۸ |
| اینجا کسی غریبه نیست | ۱۳۸۸ |
| شوق جوانی            | ۱۳۸۹ |
| پشت درهای بسته       | ۱۳۹۰ |

فیلم کوتاه
| نام            | سال ساخت |
| -------------- | -------- |
| فرصت سبز       | ۱۳۶۵     |
| تا انتها حضور  | ۱۳۶۶     |
| شیفت شب        | ۱۳۶۶     |
| لحظه‌های بحرانی | ۱۳۶۷     |